# 安徽冶金科技职业学院
安徽冶金科技职业学院是一所位于中华人民共和国安徽省马鞍山市公办全日制普通高等职业学校，由中国宝武钢铁集团投资兴办。学校前身为创建于1983年的马钢职工大学，2003年6月经安徽省人民政府批准成立“安徽冶金科技职业学院”。

## 基本概况
学院占地330亩，现有南、北两个校区。拥有专职教师141人，其中高级职称50人，“双师型”教师占46%。

## 院系设置
- 冶金工程系
- 机械工程系
- 自动控制系
- 计算机系
- 经济管理系
- 外国语系
- 医学护理系
- 基础学科部
- 思想政治理论课教学科研部